# (4212) Sansyu-Asuke
(4212) Sansyu-Asuke es un asteroide perteneciente al cinturón de asteroides, descubierto el 28 de septiembre de 1987 por Kenzo Suzuki y el también astrónomo Takeshi Urata desde el Toyota Observatory, Japón.

## Designación y nombre
Designado provisionalmente como 1987 SB2. Fue nombrado Sansyu-Asuke en homenaje al parque nacional japonés de “Sansyu-Asuke” perteneciente a la prefectura de Aichi.